# Uloborus scutifaciens
Espèce
Uloborus scutifaciens est une espèce d'araignées aranéomorphes de la famille des Uloboridae.

## Distribution
Cette espèce est endémique de Birmanie.

## Publication originale
- Hingston, 1927 : Protective devices in spiders' snares, with a description of seven new species of orb-weaving spiders. Proceedings of the Zoological Society of London, vol. 1927, p. 259-293.